# You Can Play These Songs with Chords
Albums de Death Cab for Cutie
Something About Airplanes
(1998)
You Can Play These Songs with Chords (1997) est le premier album de Death Cab For Cutie, qui était à cette époque composé de Benjamin Gibbard seul. En premier lieu, l’album était enregistré sur cassette, et c’est à la suite de sa popularité de Gibbard décida de recruter d’autres membres pour former un vrai groupe. En 2002, You Can Play These Songs with Chords fut réédité avec 10 chansons en plus, juste après le succès de The Photo Album.

## Liste des titres (1997)
Toutes les chansons sont écrites par Benjamin Gibbard, Nicholas Harmer et Chris Walla.
1. President of What? – 4:06
2. Champagne from a Paper Cup – 2:34
3. Pictures in an Exhibition – 4:02
4. Hindsight – 3:47
5. That's Incentive – 2:13
6. Amputations – 4:03
7. Two Cars – 3:31
8. Line of Best Fit – 5:49

## Liste des titres (2002)
Toutes les chansons sont écrites par Benjamin Gibbard, Nicholas Harmer et Chris Walla, sauf spécifiées.
1. President of What? – 4:06
2. Champagne from a Paper Cup – 2:34
3. Pictures in an Exhibition – 4:02
4. Hindsight – 3:47
5. That's Incentive – 2:13
6. Amputations – 4:03
7. Two Cars – 3:31
8. Line of Best Fit – 5:49
9. This Charming Man (Johnny Marr, Morrissey) – 2:14
10. TV Trays – 4:02
11. New Candles – 3:02
12. Tomorrow – 2:17
13. Flustered/Hey Tomcat! – 2:56
14. State Street Residential – 5:51
15. Wait (Farina, Secret Stars) – 3:34
16. Prove My Hypotheses – 4:11
17. Song for Kelly Huckaby – 3:51
18. Army Corps of Architects – 4:43

## Distribution
- Benjamin Gibbard -Voix, Guitare, Basse, Piano, Batterie
- Chris Walla - Voix (sur This Charming Man, TV Trays, New Candles, and Tomorrow), Guitare
- Nicholas Harmer - basse

## Autres
- This Charming Man est au départ une chanson de Smiths. Enregistrée en novembre 1996, en même temps que TV Trays, New Candles et Tomorrow, même si elle n’apparait pas avant la réédition de 2002.
- President of What, Champagne From a Paper Cup, Pictures in an Exhibition, Amputations, et Line of Best Fit ont été enregistrées de mai à juillet 1997, et apparaissent également sur Something About Airplanes.